# Canton de Nice-Ouest
Le canton de Nice-Ouest est une ancienne division administrative française, située dans le département des Alpes-Maritimes, en vigueur de 1860 à 1919.

## Composition
Le canton est créé après l'annexion du comté de Nice à la France et la création du département des Alpes-Maritimes, par le décret impérial du 24 octobre 1860. Il correspond à la partie de la ville de Nice qui se situe sur la rive droite du Paillon (Lycée, Notre-Dame, Saint-Pierre, Saint-Etienne, Sainte-Hélène, Madeleine, Saint-Roman, Cimiez, Saint-Barthélemy, Gairaut, l'Ariane, Saint-Antoine), ainsi qu'aux communes de Saint-André, Falicon et La Trinité.
Il disparait avec la loi du 7 février 1919 qui remplace les cantons de Nice-Est et Nice-Ouest par les cantons de Nice-1, Nice-2, Nice-3, Nice-4.

## Représentation

### Conseillers généraux
Comme tous les cantons situés sur le territoire de l'ancien comté de Nice, il est pourvu pour la première fois d'un conseiller général à l'issue d'élections cantonales organisées les 30 décembre 1860 et 7 janvier 1861,.
| Période | Période      | Identité                        | Étiquette           | Qualité                                                                            |
| ------- | ------------ | ------------------------------- | ------------------- | ---------------------------------------------------------------------------------- |
| 1861    | 1871         | Prosper Girard (1820-1894)      |                     | Ancien Vice-Gouverneur de Nice, adjoint au maire de Nice                           |
| 1871    | 1877         | Jules Gilly (Gielli)            | Droite              | Négociant et banquier Conseiller municipal (1860-1878), puis maire de Nice en 1886 |
| 1877    | 1894 (décès) | Aimé Martin (1818-1894)         | Républicain         | Industriel en huile d'olive Conseiller municipal de Nice                           |
| 1894    | 1907         | Ernest Conduzorgues de Lairolle | GD                  | Avocat à Nice Député (1910-1919)                                                   |
| 1907    | 1919         | Louis Gassin                    | Républicain puis RG | Avocat Premier Adjoint au Maire de Nice                                            |

### Conseillers d'arrondissement
| Période    | Période      | Identité                        | Étiquette   | Qualité |
| ---------- | ------------ | ------------------------------- | ----------- | --- |
| avant 1869 | 1871         | Charles Eugène Abbo (1813-1904) |             | Ancien juge au Tribunal de commerce, adjoint au maire de Nice                                               |
| 1871       | 1880 (décès) | Pierre Chauvain fils            |             | Propriétaire à Nice                                                                                         |
| 1880       | 1886         | M. Brun                         | Républicain | |
| 1886       | 1890 (décès) | Félix Hancy (1857-1890)         | Républicain | Ancien consul de France en Sardaigne et en Égypte, propriétaire à Nice                                      |
| 1890       | 1892         | Grégoire Ricci                  | Républicain | Négociant à Nice                                                                                            |
| 1892       |              | M. Vigoureux                    | Républicain | |
|            |              |                                 |             | |
| 1913       |              | M. Maurel                       |             | |
| 1940       |              |                                 |             | Les conseils d'arrondissement ont été suspendus par la loi du 12 octobre 1940 et n'ont jamais été réactivés |